# Người Nê Phi

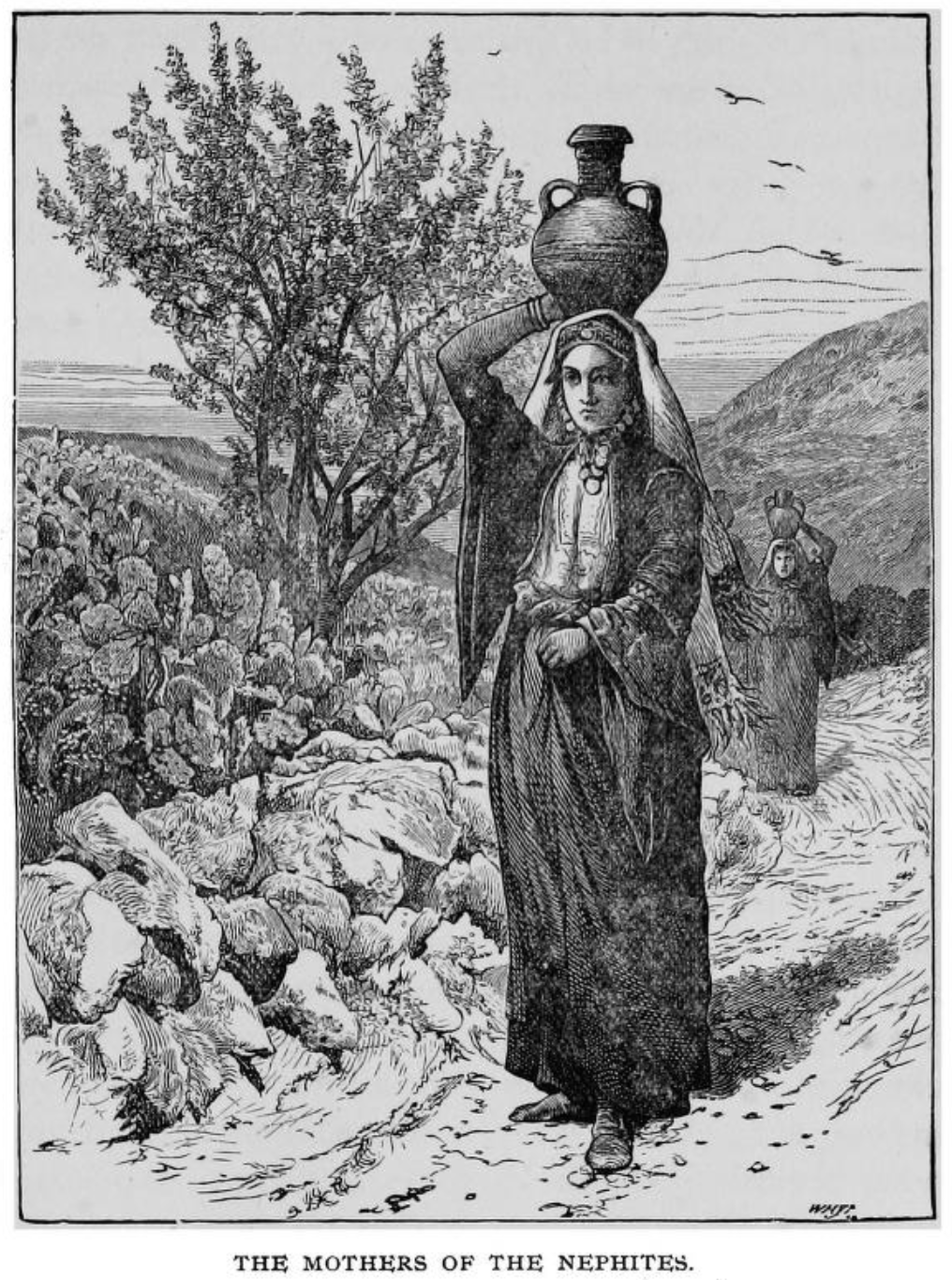
Ký họa về một người mẹ Nê-phi

Theo sách Mặc Môn thì người Nê Phi (Nephites) là một trong bốn nhóm người đã định cư ở châu Mỹ cổ đại cùng với người Lamanites (người La Man), Jaredites (người Gia Rết) và Mulekites (người Mơ Léc). Thuật ngữ người Nê Phi được sử dụng xuyên suốt trong sách Mặc Môn để tả về các truyền thống tôn giáo, chính trị và văn hóa của nhóm người định cư. Dân Nê Phi được mô tả là một nhóm người có nguồn gốc từ hoặc có liên hệ với Nê Phi là con trai của tiên tri Lê Hi (Lehi) người đã rời Jerusalem theo sự thúc gọi của Đức Chúa Trời vào khoảng năm 600 trước Công Nguyên đến xứ Phong Phú và cùng gia đình ông di cư đến Tây Bán Cầu và đến châu Mỹ vào khoảng năm 589 trước Công nguyên. Sách Mặc Môn chép rằng người Nê Phi ban đầu là những người công bình nhưng cuối cùng "đã rơi vào trạng thái vô tín và vô cùng độc ác" và bị dân La Man (Lamanite) tuyệt diệt vào khoảng năm 385 sau Công nguyên.
Sự tồn tại của người Nê Phi là một phần của hệ thống tín ngưỡng Mặc Môn giáo. Một số học giả của Giáo hội các Thánh hữu Ngày sau của Chúa Giêsu Kytô (Giáo hội LDS) tuyên bố rằng tổ tiên của người Nê Phi đã định cư ở đâu đó ở Trung Mỹ ngày nay sau khi họ rời Jerusalem. Hệ thống tổ chức của Mặc Môn là Quỹ Nghiên cứu Cổ đại và Nghiên cứu Mặc Môn (Foundation for Ancient Research and Mormon Studies-FARMS), một bộ phận của Đại học Brigham Young thuộc sở hữu và điều hành từ Giáo Hội Các Thánh Hữu Ngày Sau Của Chúa Giê Su Ky Tô đã thực hiện nghiên cứu khảo cổ học sâu rộng trong khu vực và các ấn phẩm về chủ đề này cũng như các vấn đề khác, các chủ đề về lịch sử được FARMS phát hành các ấn phẩm thường xuyên về cùng chủ đề để minh chứng và biện luận cho các  luận thuyết về lịch sử châu Mỹ trong sách Mặc Môn.

## Sách Mặc Môn

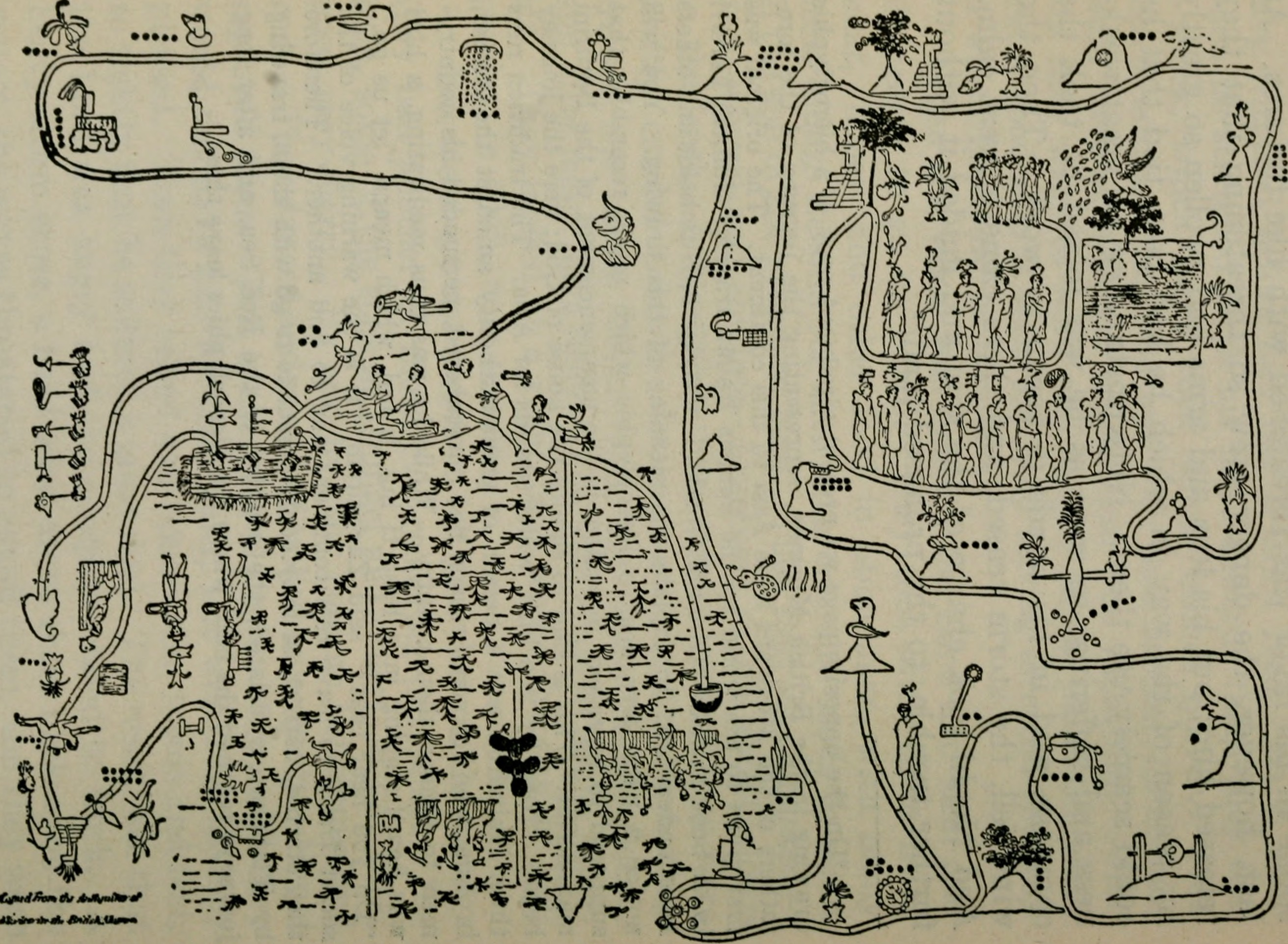
Tranh vẽ cảnh người trong sách Mặc Môn

Theo sách Mặc Môn tại phần Sách Nê Phi thứ nhất về Truyện ký về Lê Hi và vợ ông là Sa Ri A cùng bốn người con trai của ông có tên như sau (bắt đầu từ người con trưởng): La Man, Lê Mu Ên, Sam, và Nê Phi. Chúa báo trước cho Lê Hi biết ông phải rời khỏi xứ Giê Ru Sa Lem vì ông đã tiên tri cho dân chúng biết về sự bất chính của họ và họ tìm cách trừ diệt mạng sống của ông. Ông cùng gia đình hành trình ba ngày trong vùng hoang dã và trú tạm tại xứ Phong Phú. Nê Phi đem các anh mình trở lại xứ Giê Ru Sa Lem để tìm biên sử của người Do Thái. Truyện ký về những nỗi thống khổ của họ. Họ lấy các con gái của Ích Ma Ên làm vợ. Họ đem gia đình đi vào vùng hoang dã. Những sự đau đớn và những nỗi thống khổ của họ trong vùng hoang dã. Lộ trình của họ đưa họ đến bên bờ đại dương. Họ đặt tên nơi ấy là xứ Phong Phú.
Các chương 1–2 kể về Am Ma Rôn, một vị tiên tri của dân Nê Phi, căn dặn Mặc Môn lúc nào và phải đi đâu để lấy các bảng khắc. Ngoài ra, các trận chiến lớn cũng bắt đầu, và Ba Người Nê Phi bị cất đi khỏi vì sự tà ác của dân chúng. Các chương 3–4 kể về Mặc Môn kêu gọi dân chúng hối cải, nhưng họ không còn chút tình cảm nào, và chưa từng có một sự tà ác lớn lao như vậy trước kia trong dân Y Sơ Ra Ên. Các chương 5–6 ghi lại những trận chiến cuối cùng giữa dân Nê Phi và dân La Man. Mặc Môn bị giết chết cùng với hầu hết dân tộc Nê Phi. Trong Chương 7, trước khi ông qua đời, Mặc Môn kêu gọi dân chúng—lúc đó và trong tương lai—phải hối cải. Các chương 8–9 ghi chép rằng cuối cùng chỉ có con trai của Mặc Môn là Mô Rô Ni còn sống sót.
Trong Sách Mặc Môn, vị tiên tri và nhà truyền giáo vĩ đại người Nê Phi. Con trai lớn của Hê La Man (HLMan 3:21). Được chỉ định làm trưởng phán quan (HLMan 3:37), Ông và em ông là Lê Hi đã cải đạo nhiều người La Man về với phúc âm (HLMan 5:18–19). Một vị tiên tri người Nê Phi, là tướng nguyên soái, và người lưu giữ biên sử trong Sách Mặc Môn. Ông sống vào khoảng năm 311–385 sau T.C. (MMôn 1:2, 6; 6:5–6; 8:2–3). Ông là một vị lãnh đạo quân sự trong hầu hết cuộc đời của ông, bắt đầu khi ông mới 15 tuổi (MMôn 2:1–2; 3:8–12; 5:1; 8:2–3). Am Ma Rôn căn dặn Mặc Môn phải tự chuẩn bị để nhận lấy các biên sử và đảm trách việc lưu giữ (MMôn 1:2–5; 2:17–18). Sau khi ghi chép lịch sử của đời ông, Mặc Môn đã tóm lược các bảng khắc lớn của Nê Phi lên trên các bảng khắc của Mặc Môn. Về sau ông đã giao biên sử thiêng liêng này cho con trai của ông là Mô Rô Ni. Các bảng khắc này là một phần của biên sử mà Joseph Smith đã phiên dịch ra Sách Mặc Môn.

## Theo khoa học
Cả Viện Smithsonian và Hiệp hội Địa lý Quốc gia đã đưa ra tuyên bố rằng họ không thấy bằng chứng nào chứng minh sách Mặc Môn là một tài liệu lịch sử. Năm 1996, Viện Smithsonian đã đưa ra một tuyên bố nhằm giải quyết những tuyên bố được đưa ra trong sách Mặc Môn bằng cách tuyên bố rằng cuốn sách này chủ yếu là một văn bản tôn giáo và các nhà khảo cổ học cộng tác với Viện Smithsonian nhận thấy "không có mối liên hệ trực tiếp nào giữa khảo cổ học của Tân Thế giới và chủ đề này" như những câu chuyện trong cuốn sách. Tuyên bố năm 1996 của Viện Smithsonian còn nói thêm rằng có bằng chứng di truyền cho thấy Người Mỹ bản địa có quan hệ gần gũi với các dân tộc ở Châu Á và bằng chứng khảo cổ học đó cho thấy rằng người Mỹ bản địa đã di cư từ Châu Á qua một cây cầu đất bắc qua eo biển Bering vào thời tiền sử. Tuyên bố nói rằng không có bằng chứng đáng tin cậy nào về mối liên hệ giữa các dân tộc Ai Cập cổ đại hoặc người Do Thái và những dân tộc bản địa ở Tân Thế giới, như được kể ra trong những lời văn của Sách Mặc Môn. Tuyên bố được đưa ra để đáp lại những báo cáo cho rằng Viện Smithsonian đã được sử dụng nhận định không đúng cách để tạo tín nhiệm cho những tuyên bố của những người muốn ủng hộ các sự kiện diễn ra theo sách Mặc Môn.